# Associação Taquarussu Esporte Clube
A Associação Taquarussu Esporte Clube é um clube brasileiro de futebol da cidade de Palmas, no estado do Tocantins. 
Fundado em 8 de fevereiro de 1991 com as cores vermelho e branco. No ano de sua fundação foi campeão Estadual da segunda divisão, quando o campeonato ainda era amador. Na era profissional do Campeonato Tocantinense de Futebol - Segunda Divisão disputou a competição no ano de 2014  e 2018.

## Estatísticas

### Participações
|  | Participações em 2024 |

| Competição | Competição      | Temporadas | Melhor campanha    | Estreia | Última | P | R |
| Tocantins  | Segunda Divisão | 5          | 6º colocado (2014) | 2014    | 2024   | – |   |

### Desempenho em competições oficiais
Campeonato Tocantinense - (2ª Divisão)
| Ano  | 2014 | 2018 | 2020 | 2021 | 2024 |
| Pos. | 6º   | 8º   | 4º   | 4º   | 10º  |
| ---- | ---- | ---- | ---- | ---- | ---- |

* O time desistiu do campeonato e foi declarado derrotado por 3-0 (W.O.) em todos os jogos.
Legenda:
     Campeão
     Rebaixado